# Tutti giù per terra (romanzo)
Tutti giù per terra è un romanzo di Giuseppe Culicchia del 1994.
Da questo romanzo è stato tratto l'omonimo film, diretto da Davide Ferrario e interpretato da Valerio Mastandrea.

## Trama
Protagonista del romanzo è Walter, un ragazzo torinese che decide di svolgere il servizio civile presso un servizio che si occupa dell'integrazione dei nomadi, e intanto si iscrive alla facoltà di filosofia, senza riuscire a sostenere esami. È un ragazzo che vive con difficoltà nella realtà che lo circonda, in cui tutti curano con ogni mezzo i propri interessi: litiga continuamente col padre che lo sprona a fare carriera, non riesce a coltivare le amicizie, ha difficoltà nei rapporti con le ragazze (una breve relazione con la ricca Beatrice, conosciuta all'università, finisce malamente perché non riesce ad avere rapporti sessuali) mentre i ragazzi spesso si dimostrano interessati a lui, non si identifica con i movimenti giovanili di protesta. Un suo punto di riferimento è la zia Carlotta, che muore improvvisamente lasciandogli un senso di vuoto. Al termine del servizio civile si adatta a vari lavori, finendo per diventare commesso in una libreria.

## Edizioni
- Giuseppe Culicchia, Tutti giù per terra, collana gli elefanti, Garzanti, 2004, ISBN 88-11-67825-0.
- Giuseppe Culicchia, Tutti giù per terra, collana Super ET, Einaudi, 2018, ISBN 9788806233280.